# Плашенко Тамара Олександрівна
Плашенко Тамара Олександрівна (нар. 29 грудня 1955, Львів) — актриса. Дружина актора Олександра Крижанівського. Заслужена артистка України (1998).
Закінчила Київський інститут театрального мистецтва (1977; майстерня В. Биковця). Відтоді працювала у Львівському українському драматичному театрі імені М. Заньковецької, 1979—1985 — Театрі естради, 1985—1987 — Молодому театрі (обидва — Київ). Від 1987 — актриса Київського драматичного театру на Подолі.
Тамара Плашенко відрізняється надзвичайно інтелігентною грою, у якій органічно поєднані ґротеск, іронія та ліричність, їй підвладна імпровізація, мистецтво діалогу та непідкупна щирість образів.

## Основні ролі
- Титанія, Іполіта («Сон літної ночі» В. Шекспіра)
- Настасія Пилипівна («Ідіот» за Ф. Достоєвським)
- Маг («Квартал небожителів» за О. Коротким)
- Марія Каллас («Я — Марія Каллас» Т. Мак-Неллі)
- Параска («Сто тисяч» І. Карпенка-Карого)
- Мати (однойменна вистава К. Чапека)
- Марель («Моє століття» М. Лоранс)
- Лина («Передчуття Мини Мазайла» за М. Кулішем)
- Ґрейс («Спостерігач» М. Панича)
- Графиня («Сніг у квітні» П. Медведєвої за Т. Вільямсом).